# خوجس (إيغور)
خوجس (الأويغورية: خوجىس) والمانشووية: ᡥᠣᠵᡳ᠍ᠰ، (تُوفي عام 1781) كان أميرًا مسلمًا من الإيغور (حاكمًا) من أوقتوربان [الإنجليزية] (وتُعرف أيضًا باسم أوس-تورفان،وووشي في الصينية) في سنجان خلال القرن الثامن عشر.
تعاون خوجس مع قوات تشينغ في حرب دزونغار تشينغ 1755-1757، عندما أسروا زعيم خانات دزونغار داواتشي [الإنجليزية] أثناء فراره إلى الجبال شمال أكسو، وسلموه إلى تشينغ.
تعاون خوجس مرة أخرى مع أسرة تشينغ في تمرد أمورسانا [الإنجليزية] (1757-1759) وفي قمع الثورة الإسلامية التي قادها خوجة ألتيشهر [الإنجليزية] (1757-1759). يظهر خوجس في أسرة تشينغ الشهيرة (平定伊犁回部戰圖冊·烏什酋長獻城降)، لترتيب استسلام مدينة أوقتوربان [الإنجليزية] لقوات تشينغ الصينية في عام 1758.
كافأ الإمبراطور تشيان لونغ من أسرة تشينغ الخوجيين بلقب تشينوانج (亲王"، "الأمير")، وأقامه في بكين.

## معرض الصور

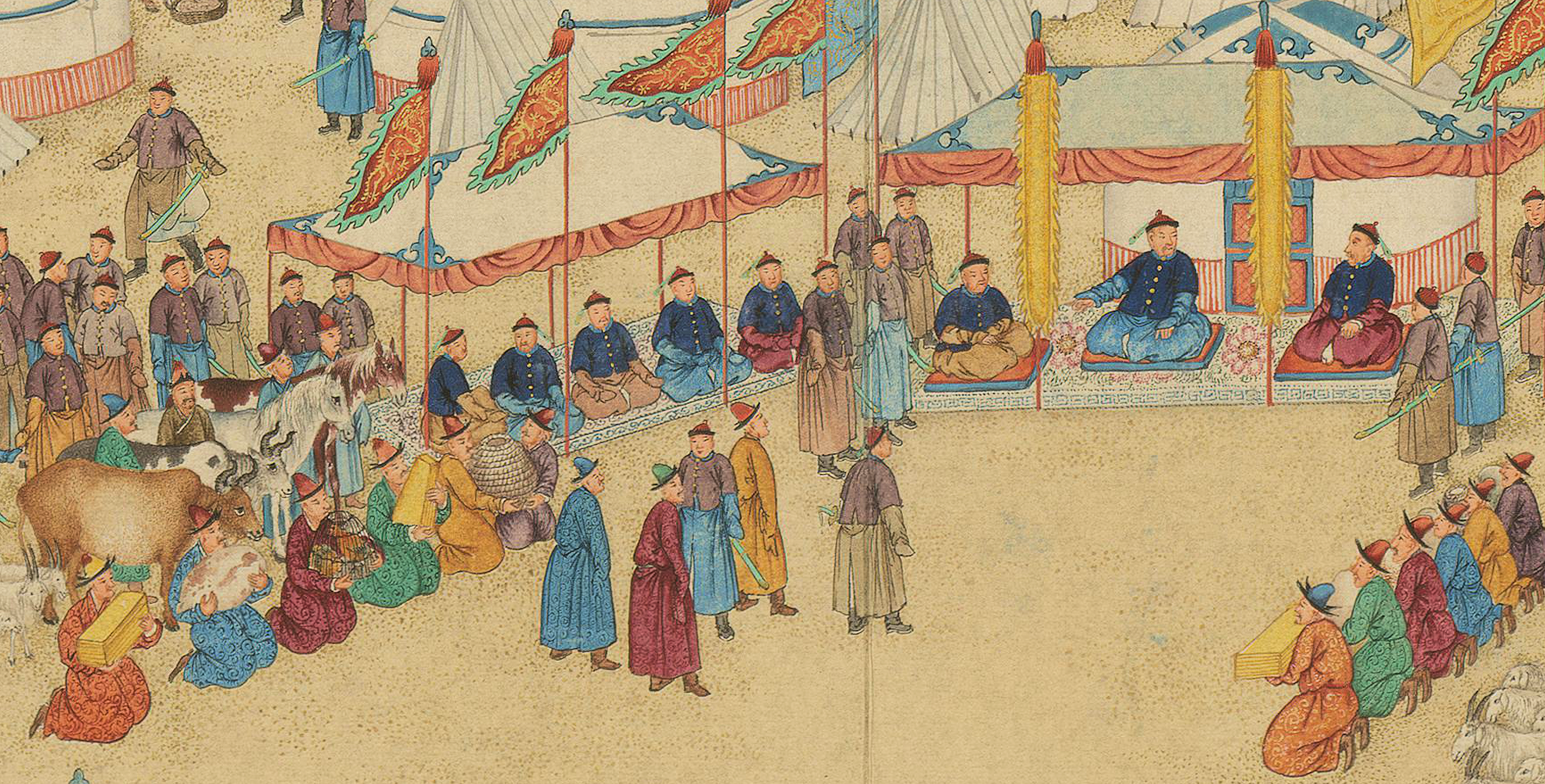
الأمير المسلم خوجس يرتب استسلام أوقتوربان لقوات تشينغ في عام 1758 (التفاصيل)
أمير أوكتوربان يسلم مدينة أوقتوربان [الإنجليزية] أثناء قمع الثورة الإسلامية التي قادها خوجة ألتيشهر [الإنجليزية]. 平定伊犁回部戰圖冊·烏什酋長獻城降 (1764).
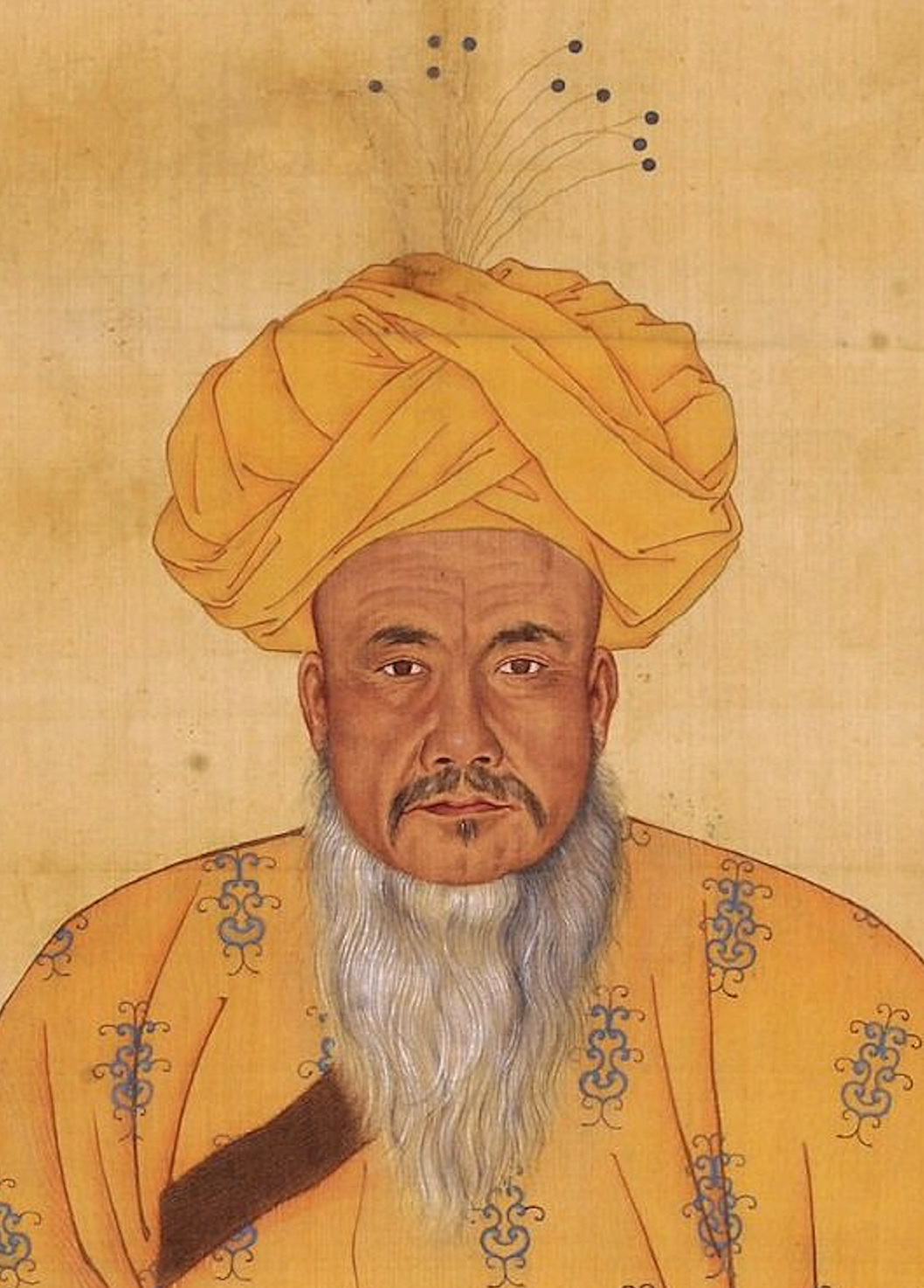
صورة (تفصيلية، 1775)، بريشة إغناتيوس سيشيلبارت [الإنجليزية]
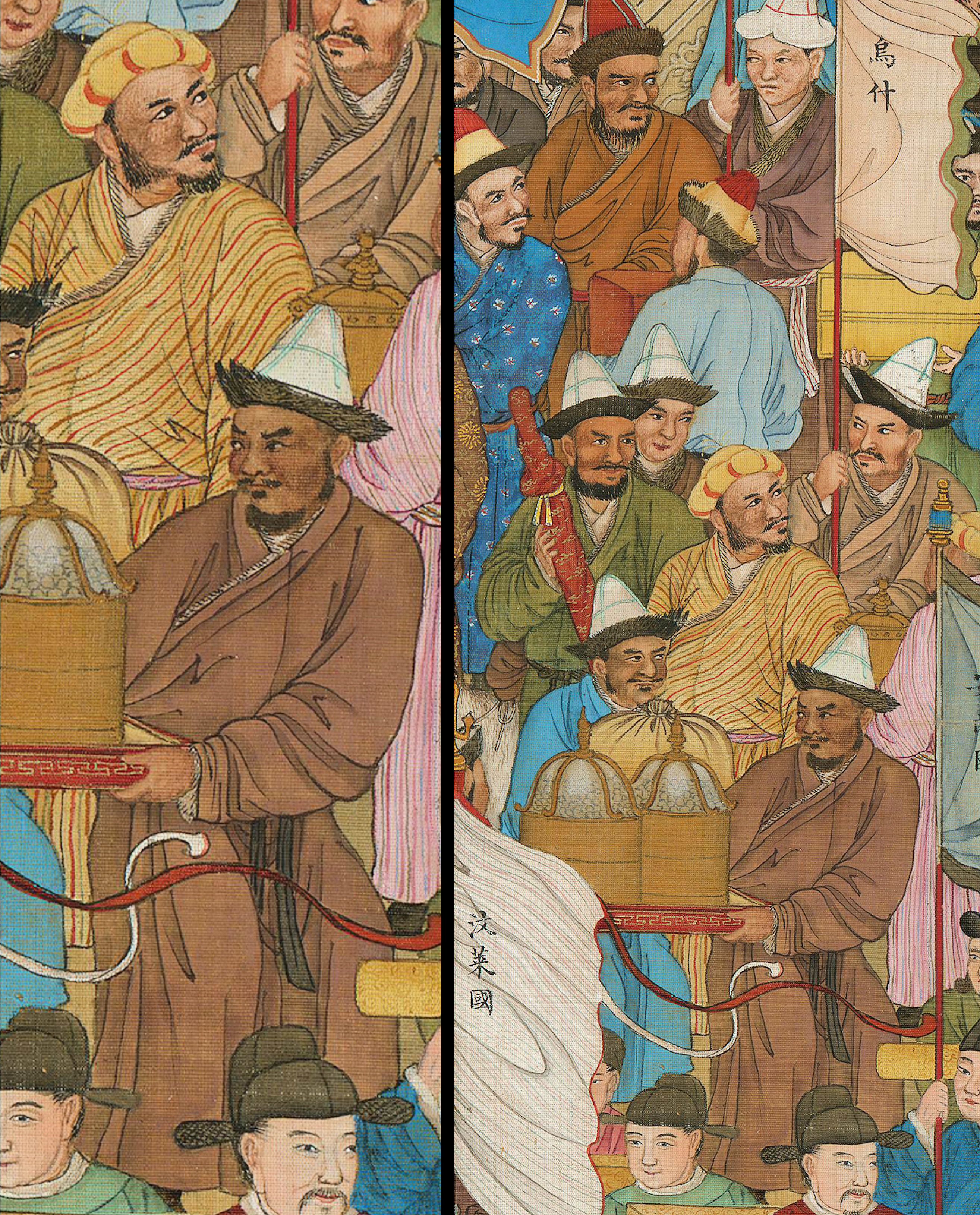
مندوبو أوكتوربان (المجموعة السفلية، العلم "烏什") في بكين عام 1761. من عشرة آلاف دولة قادمة لتقديم العزاء [الإنجليزية]